# Plecoptera hamifera
Plecoptera hamifera är en fjärilsart som beskrevs av Walker 1865. Plecoptera hamifera ingår i släktet Plecoptera och familjen nattflyn. Inga underarter finns listade i Catalogue of Life.